# Hertogdom Saksen-Hildburghausen
Het hertogdom Saksen-Hildburghausen was een van de zogenaamde Ernestijnse hertogdommen in de huidige Duitse deelstaat Thüringen.
Het hertogdom ontstond uit het vorstendom Saksen-Hildburghausen  in 1806 toetrad tot de Rijnbond.
Nadat het land in 1815 tot de Duitse Bond was toegetreden kreeg het op 19 maart 1818 een grondwet.
Na het uitsterven van de linie Saksen-Gotha-Altenburg in 1826 wees de Saksische koning Frederik August I Saksen-Hildburghausen grotendeels toe aan Saksen-Meiningen, terwijl de ambten Königsberg en Sonnefeld aan Saksen-Coburg en Gotha kwamen. Frederik ontving in ruil hiervoor Saksen-Altenburg (zonder Camburg en enige dorpen) als zelfstandig hertogdom.

## Gebied
De ambten Hildburghausen, Heldburg, Eisfeld, Königsberg, Veilsdorf, Sonnefeld en 1/2 Schalkau.

## Hertogen
- 1806-1826 Frederik

Anhalt (1863-1866) ·
Anhalt-Bernburg (1815-1863) ·
Anhalt-Dessau-Köthen (1853-1863) ·
Anhalt-Dessau (1815-1853) ·
Anhalt-Köthen (1815-1853) ·
Baden · Beieren · Bremen · Brunswijk · Frankfort · Hamburg · Hannover · Hessen-Darmstadt · Hessen-Homburg · Hessen-Kassel · Hohenzollern-Hechingen · Hohenzollern-Sigmaringen · Holstein · Lauenburg · Liechtenstein · Limburg · Lippe · Lübeck · Luxemburg · Mecklenburg-Schwerin · Mecklenburg-Strelitz · Nassau · Oldenburg · Oostenrijk · Pruisen · Reuss jongere linie · Reuss oudere linie · Saksen · Saksen-Altenburg · Saksen-Coburg en Gotha · Saksen-Meiningen ·  Saksen-Weimar-Eisenach · Schaumburg-Lippe · Schwarzburg-Rudolstadt · Schwarzburg-Sondershausen · Waldeck-Pyrmont · Württemberg